# Liste der Stolpersteine in Warburg
Die Liste der Stolpersteine in Warburg enthält die Stolpersteine, die im Rahmen des gleichnamigen Kunst-Projekts von Gunter Demnig in Warburg verlegt wurden. Mit ihnen soll an Opfer des Nationalsozialismus erinnert werden, die in Warburg lebten und wirkten. Die Verlegungen fanden statt:
- September 2009
- März 2010[1]
- Februar 2019
- März 2022[2]
- April 2023[3]
- Oktober 2023[4]

## Verlegte Stolpersteine
| Adresse                           | Verlege- datum | Person, Inschrift | Bild | OSM Node | Bundesarchiv    | Anmerkung                                                     |
| --------------------------------- | -------------- | --- | --- | -------- | --------------- | ------------------------------------------------------------- |
| Am Markt 3 (Lage)                 | Sep. 2009      | Hier wohnte Fanny Frieda Goldschmidt geb. Pless Jg. 1895 Deportiert 1942 Ghetto Warschau Ermordet                                                                     | der Stolperstein für Fanny Frieda Goldschmidt vor dem Haus Am Markt 3 in Warburg |          |                 |                                                               |
| Am Markt 3 (Lage)                 | Sep. 2009      | Hier wohnte Siegfried Goldschmidt Jg. 1896 Deportiert 1942 Ghetto Warschau Ermordet                                                                                   | der Stolperstein für Siegfried Goldschmidt vor dem Haus Am Markt 3 in Warburg |          |                 |                                                               |
| Am Markt 7 (Lage)                 | März 2010      | Hier wohnte Benedikt Baruch Jg. 1872 Deportiert 1942 Ermordet in Theresienstadt                                                                                       | der Stolperstein für Benedikt Baruch vor dem Haus Am Markt 7 in Warburg |          |                 |                                                               |
| Am Markt 7 (Lage)                 | 16. März 2022  | Hier wohnte Ida Baruch geb. Hammerschlag Jg. 1871 Gedemütigt/Entrechtet Tot 27.7.1939                                                                                 | |          |                 |                                                               |
| Am Markt 7 (Lage)                 | 16. März 2022  | Hier wohnte Otto Baruch Jg. 1900 seit 1938 mehrmals 'Schutzhaft' Buchenwald deportiert 1942 Theresienstadt befreit                                                    | |          |                 |                                                               |
| Am Markt 7 (Lage)                 | 20. Apr. 2023  | Hier wohnte Rudolf Baruch Jg. 1900 Flucht 1936 USA | |          |                 |                                                               |
| Am Markt 7 (Lage)                 | 20. Apr. 2023  | Hier wohnte Dorothea Baruch geb. Stoves Jg. 1903 ausgegrenzt / drangsaliert von Gestapo bedroht überlebt                                                              | |          |                 |                                                               |
| Am Markt 7 (Lage)                 | 20. Apr. 2023  | Hier wohnte Karl Baruch Jg. 1910 Flucht 1937 USA | |          |                 |                                                               |
| Am Markt 17 (Lage)                | Sep. 2009      | Hier wohnte Rosa Cohen Jg. 1874 Deportiert 1941 Riga Ermordet | der Stolperstein für Rosa Cohen vor dem Haus Am Markt 17 in Warburg |          |                 |                                                               |
| Am Markt 17 (Lage)                | Sep. 2009      | Hier wohnte Johanna Lehmann Jg. 1875 Deportiert 28.7.1942 Theresienstadt Auschwitz Ermordet 15.5.1944                                                                 | der Stolperstein für Johanna Lehmann vor dem Haus Am Markt 17 in Warburg |          |                 |                                                               |
| Am Markt 17 (Lage)                | Sep. 2009      | Hier wohnte Julie Lehmann Jg. 1869 Deportiert 31.7.1942 Theresienstadt Ermordet 25.8.1942                                                                             | der Stolperstein für Julie Lehmann vor dem Haus Am Markt 17 in Warburg |          |                 |                                                               |
| Am Markt 17 (Lage)                | 20. Apr. 2023  | Hier wohnte Sara Kleeblatt Jg. 1883 Deportiert 1941 Riga ermordet 16.12.1942 Riga-Jungfernhof                                                                         | |          |                 |                                                               |
| Bernhardistraße 31 (Lage)         | 20. Apr. 2023  | Hier wohnte Robert Königsthal Jg. 1876 Deportiert 1942 Theresienstadt befreit                                                                                         | |          |                 | Die Stolpersteine liegen vor der Haustür nach rechts gedreht. |
| Bernhardistraße 31 (Lage)         | 20. Apr. 2023  | Hier wohnte Franziska Königsthal geb. Tannenberg Jg. 1878 Deportiert 1942 Theresienstadt befreit                                                                      | |          |                 |                                                               |
| Bernhardistraße 31 (Lage)         | 20. Apr. 2023  | Hier wohnte Siegfried Königsthal Jg. 1902 Flucht 1939 USA | |          |                 |                                                               |
| Bernhardistraße 31 (Lage)         | 20. Apr. 2023  | Hier wohnte Julius Königsthal Jg. 1903 Flucht 1939 Kuba | |          |                 |                                                               |
| Brüderkirchhof 7 (Lage)           | 18. Okt. 2023  | Hier lehrte Direktor Dr. Hans von Geisau Jg. 1889 Im Widerstand / Zentrum bedroht / denunziert politisch unzuverlässig zwangsversetzt 1933 Rückkehr 1945 als Direktor | Bild gesucht Der Benutzer GeorgDerReisende ( Diskussion ) wünscht sich an dieser Stelle ein Bild vom Ort mit diesen Koordinaten 51.4873535 9.1488989 . Motiv: Brüderkirchhof 7 (Hinter der Mauer Süd): der Stolperstein für Dr. Hans von Geisau, die Lage und das Haus Falls du dabei helfen möchtest, erklärt die Anleitung , wie das geht. BW |          | Hans von Geisau |                                                               |
| Hauptstraße 1 (Lage)              | 16. März 2022  | Hier arbeitete Berta Lilly Berg verh. Davids Jg. 1914 Flucht 1939 Holland Interniert Westerbork Deportiert 1942 Sobibor Ermordet 2.4.1943                             | |          |                 |                                                               |
| Hauptstraße 1 (Lage)              | 16. März 2022  | Hier arbeitete Hugo Berg Jg. 1879 Flucht 1939 Holland Interniert Westerbork Ermordet 24.8.1943                                                                        | |          |                 |                                                               |
| Hauptstraße 1 (Lage)              | 16. März 2022  | Hier arbeitete Mary Berg geb. May Jg. 1883 Flucht 1939 Holland Interniert Westerbork Deportiert 1944 Theresienstadt Auschwitz Ermordet 14.10.1944                     | |          |                 |                                                               |
| Hauptstraße 1 (Lage)              | 16. März 2022  | Hier arbeitete Richard-Werner Berg Jg. 1911 Flucht 1939 Holland Interniert Westerbork Deportiert 1944 Theresienstadt Auschwitz Ermordet 14.10.1944                    | |          |                 |                                                               |
| Hauptstraße 1 (Lage)              | 28. Feb. 2019  | Hier arbeitete Modewarenkaufhaus Block und Berg Siegmund Block Jg. 1860 'Schutzhaft' 1938 Buchenwald Tot 12.2.1939                                                    | |          |                 |                                                               |
| Hauptstraße 1 (Lage)              | 28. Feb. 2019  | Hier arbeitete Paula Block geb. Levy Jg. 1866 Gedemütigt/Entrechtet Tot 29.1.1935                                                                                     | |          |                 |                                                               |
| Hauptstraße 1 (Lage)              | 28. Feb. 2019  | Hier arbeitete Hugo Block Jg. 1891 Flucht 1938 USA | |          |                 |                                                               |
| Hauptstraße 1 (Lage)              | 28. Feb. 2019  | Hier arbeitete Karl Block Jg. 1896 Flucht 1937 Italien Peru | |          |                 |                                                               |
| Hauptstraße 8 (Lage)              | 16. März 2022  | Hier wohnte Clara Reichmann Jg. 1873 Deportiert 1942 Theresienstadt 1942 Treblinka Ermordet                                                                           | Bild gesucht Der Benutzer GeorgDerReisende ( Diskussion ) wünscht sich an dieser Stelle ein Bild vom Ort mit diesen Koordinaten 51.48844 9.15323 . Motiv: Hauptstraße 8: der Stolperstein für Clara Reichmann, die Lage und das Haus Falls du dabei helfen möchtest, erklärt die Anleitung , wie das geht. BW                                   |          |                 |                                                               |
| Hauptstraße 24 (Lage)             | 28. Feb. 2019  | Hier wohnte Selma Berg geb. Nathansohn Jg. 1866 Deportiert 1942 Theresienstadt Ermordet 4.8.1942                                                                      | |          |                 |                                                               |
| Hauptstraße 24 (Lage)             | 28. Feb. 2019  | Hier wohnte Josef Berg Jg. 1891 Deportiert 1942 Ermordet in Auschwitz                                                                                                 | |          |                 |                                                               |
| Hauptstraße 24 (Lage)             | 28. Feb. 2019  | Hier wohnte Martha Berg Jg. 1894 Deportiert 1942 Theresienstadt 1943 Auschwitz Ermordet                                                                               | |          |                 |                                                               |
| Hauptstraße 24 (Lage)             | 28. Feb. 2019  | Hier wohnte Norbert Berg Jg. 1895 'Schutzhaft' 1938 Dachau Deportiert 1941 Riga Ermordet                                                                              | |          |                 |                                                               |
| Hauptstraße 24 (Lage)             | 20. Apr. 2023  | Hier wohnte Carla Seinfeld geb. Spanier Jg. 1893 Deportiert 1942 Theresienstadt ermordet in Auschwitz                                                                 | |          |                 |                                                               |
| Hauptstraße 31 (Lage)             | 28. Feb. 2019  | Hier wohnte und arbeitete Robert Reinsberg Jg. 1880 'Schutzhaft' 1938 Buchenwald Deportiert 1942 Ghetto Warschau ermordet                                             | |          |                 |                                                               |
| Hauptstraße 31 (Lage)             | 28. Feb. 2019  | Hier wohnte Harriet Reinsberg verh. Berger Jg. 1920 Flucht 1939 England                                                                                               | |          |                 |                                                               |
| Hauptstraße 31 (Lage)             | 28. Feb. 2019  | Hier wohnte und arbeitete Emilie Reinsberg geb. Felsberg Jg. 1882 Deportiert 1942 Ghetto Warschau Ermordet                                                            | |          |                 |                                                               |
| Hauptstraße 45 (Lage)             | 16. März 2022  | Hier wohnte Alexander Katz Jg. 1863 Deportiert 1942 Minsk 1942 Treblinka Ermordet                                                                                     | |          |                 |                                                               |
| Hauptstraße 45 (Lage)             | 16. März 2022  | Hier wohnte Dina Katz geb. Frank Jg. 1872 Deportiert 1942 Minsk 1942 Treblinka Ermordet                                                                               | |          |                 |                                                               |
| Hauptstraße 45 (Lage)             | 16. März 2022  | Hier wohnte Frieda Katz Jg. 1897 Deportiert 1942 Ermordet im besetzten Polen                                                                                          | |          |                 |                                                               |
| Hauptstraße 45 (Lage)             | 16. März 2022  | Hier wohnte Julius Katz Jg. 1902 'Schutzhaft' 1938 Buchenwald Deportiert 1942 Minsk Ermordet                                                                          | |          |                 |                                                               |
| Hauptstraße 45 (Lage)             | 16. März 2022  | Hier wohnte Klara Katz geb. Oppenheimer Jg. 1876 Deportiert 1942 Theresienstadt 1942 Treblinka Ermordet                                                               | |          |                 |                                                               |
| Hauptstraße 45 (Lage)             | 16. März 2022  | Hier wohnte Paul Katz Jg. 1897 'Schutzhaft' 1938 Buchenwald Deportiert 1941 Riga Ermordet                                                                             | |          |                 |                                                               |
| Hauptstraße 45 (Lage)             | 20. Apr. 2023  | Hier wohnte Else Rath geb. Hakesberg Jg. 1895 unfreiwillig verzogen 1941 Ahlem Riga ermordet                                                                          | |          |                 |                                                               |
| Hauptstraße 45 (Lage)             | 20. Apr. 2023  | Hier wohnte Albert Rath Jg. 1864 gedemütigt / entrechtet tot 6. Feb. 1934                                                                                             | |          |                 |                                                               |
| Hauptstraße 45 (Lage)             | 20. Apr. 2023  | Hier wohnte Helga Rath Jg. 1930 unfreiwillig verzogen 1941 Ahlem Riga ermordet                                                                                        | |          |                 |                                                               |
| Hauptstraße 45 (Lage)             | 20. Apr. 2023  | Hier wohnte Otto Rath Jg. 1932 unfreiwillig verzogen 1941 Ahlem Riga ermordet                                                                                         | |          |                 |                                                               |
| Hauptstraße 71 (Lage)             | 16. März 2022  | Hier wohnte Elise Löwenberg Jg. 1893 Flucht Holland Interniert Westbork Deportiert 1943 Sobibor Ermordet 21.5.1943                                                    | |          |                 |                                                               |
| Hauptstraße 71 (Lage)             | 16. März 2022  | Hier wohnte Hedwig Löwenberg Jg. 1882 Deportiert 1941 Ermordet im besetzten Polen                                                                                     | |          |                 |                                                               |
| Josef-Kohlschein-Straße 24 (Lage) | März 2010      | Hier wohnte Erich Hirschberg Jg. 1926 Deportiert 1941 Ermordet in Riga                                                                                                | der Stolperstein für Erich Hirschberg vor dem Haus Josef-Kohlschein-Straße 24 in Warburg |          |                 |                                                               |
| Josef-Kohlschein-Straße 24 (Lage) | März 2010      | Hier wohnte Meta Hirschberg geb. Goldschmidt Jg. 1891 Deportiert 1941 Ermordet in Riga                                                                                | der Stolperstein für Meta Hirschberg vor dem Haus Josef-Kohlschein-Straße 24 in Warburg |          |                 |                                                               |
| Josef-Kohlschein-Straße 24 (Lage) | März 2010      | Hier wohnte Siegfried Hirschberg Jg. 1892 Deportiert 1941 Ermordet in Riga                                                                                            | der Stolperstein für Siegfried Hirschberg vor dem Haus Josef-Kohlschein-Straße 24 in Warburg |          |                 |                                                               |
| Josef-Kohlschein-Straße 24 (Lage) | März 2010      | Hier wohnte Aron Katz Jg. 1868 Deportiert 1942 Ermordet in Treblinka                                                                                                  | der Stolperstein für Aron Katz vor dem Haus Josef-Kohlschein-Straße 24 in Warburg |          |                 |                                                               |
| Josef-Kohlschein-Straße 24 (Lage) | März 2010      | Hier wohnte Elfriede Katz Jg. 1909 Deportiert 1942 Ermordet in Treblinka                                                                                              | der Stolperstein für Elfriede Katz vor dem Haus Josef-Kohlschein-Straße 24 in Warburg |          |                 |                                                               |
| Josef-Kohlschein-Straße 24 (Lage) | März 2010      | Hier wohnte Jettchen Katz Jg. 1873 Deportiert 1942 Ermordet in Treblinka                                                                                              | der Stolperstein für Jettchen Katz vor dem Haus Josef-Kohlschein-Straße 24 in Warburg |          |                 |                                                               |
| Josef-Kohlschein-Straße 24 (Lage) | 20. Apr. 2023  | Hier wohnte Ludwig Kronenberg Jg. 1897 Deportiert 1942 Theresienstadt 1944 Auschwitz ermordet                                                                         | |          |                 |                                                               |
| Josef-Kohlschein-Straße 24 (Lage) | 20. Apr. 2023  | Hier wohnte Minna Kronenberg geb. Löwenstern Jg. 1902 Deportiert 1942 Theresienstadt 1944 Auschwitz ermordet                                                          | |          |                 |                                                               |
| Josef-Kohlschein-Straße 28 (Lage) | März 2010      | Hier wohnte Bermann Goldschmidt Jg. 1875 Deportiert 1942 Ermordet in Auschwitz                                                                                        | der Stolperstein für Bermann Goldschmidt vor dem Haus Josef-Kohlschein-Straße 28 in Warburg |          |                 |                                                               |
| Josef-Kohlschein-Straße 28 (Lage) | März 2010      | Hier wohnte Julie Goldschmidt Jg. 1869 Deportiert 1942 Ermordet in Theresienstadt                                                                                     | der Stolperstein für Julie Goldschmidt vor dem Haus Josef-Kohlschein-Straße 28 in Warburg |          |                 |                                                               |
| Josef-Kohlschein-Straße 28 (Lage) | März 2010      | Hier wohnte Susanne Goldschmidt Jg. 1878 Deportiert 1942 Ermordet in Theresienstadt                                                                                   | der Stolperstein für Susanne Goldschmidt vor dem Haus Josef-Kohlschein-Straße 28 in Warburg |          |                 |                                                               |
| Josef-Kohlschein-Straße 30 (Lage) | März 2010      | Hier wohnte Alfred Rosenstein Jg. 1935 Deportiert 1942 Ermordet in Auschwitz                                                                                          | der Stolperstein für Alfred Rosenstein vor dem Haus Josef-Kohlschein-Straße 30 in Warburg |          |                 |                                                               |
| Josef-Kohlschein-Straße 30 (Lage) | 16. März 2022  | Hier wohnte Bärmann Rosenstein Jg. 1875 Deportiert 1942 Auschwitz Ermordet 1944                                                                                       | |          |                 |                                                               |
| Josef-Kohlschein-Straße 30 (Lage) | März 2010      | Hier wohnte Denny Rosenstein Jg. 1941 Deportiert 1942 Ermordet in Auschwitz                                                                                           | der Stolperstein für Denny Rosenstein vor dem Haus Josef-Kohlschein-Straße 30 in Warburg |          |                 |                                                               |
| Josef-Kohlschein-Straße 30 (Lage) | März 2010      | Hier wohnte Erich Rosenstein Jg. 1932 Deportiert 1942 Ermordet in Auschwitz                                                                                           | der Stolperstein für Erich Rosenstein vor dem Haus Josef-Kohlschein-Straße 30 in Warburg |          |                 |                                                               |
| Josef-Kohlschein-Straße 30 (Lage) | März 2010      | Hier wohnte Grete Rosenstein geb. Rubens Jg. 1906 Deportiert 1942 Ermordet in Auschwitz                                                                               | der Stolperstein für Grete Rosenstein vor dem Haus Josef-Kohlschein-Straße 30 in Warburg |          |                 |                                                               |
| Josef-Kohlschein-Straße 30 (Lage) | März 2010      | Hier wohnte Herbert Rosenstein Jg. 1937 Deportiert 1942 Ermordet in Auschwitz                                                                                         | der Stolperstein für Herbert Rosenstein vor dem Haus Josef-Kohlschein-Straße 30 in Warburg |          |                 |                                                               |
| Josef-Kohlschein-Straße 30 (Lage) | März 2010      | Hier wohnte Horst Rosenstein Jg. 1931 Deportiert 1942 Ermordet in Auschwitz                                                                                           | der Stolperstein für Horst Rosenstein vor dem Haus Josef-Kohlschein-Straße 30 in Warburg |          |                 |                                                               |
| Josef-Kohlschein-Straße 30 (Lage) | 16. März 2022  | Hier wohnte Max Rosenstein Jg. 1906 Deportiert 1942 Auschwitz befreit                                                                                                 | |          |                 |                                                               |
| Josef-Kohlschein-Straße 30 (Lage) | März 2010      | Hier wohnte Sara Rosenstein geb. Adler Jg. 1882 Deportiert 1942 Ermordet in Auschwitz                                                                                 | der Stolperstein für Sara Rosenstein vor dem Haus Josef-Kohlschein-Straße 30 in Warburg |          |                 |                                                               |
| Josef-Kohlschein-Straße 46 (Lage) | 20. Apr. 2023  | Hier wohnte Sofie Lichtenstein geb. Wetterhahn Jg. 1887 Deportiert 1941 Riga ermordet                                                                                 | |          |                 |                                                               |
| Josef-Kohlschein-Straße 46 (Lage) | 20. Apr. 2023  | Hier wohnte Julius Lichtenstein Jg. 1898 Deportiert 1941 Riga ermordet                                                                                                | |          |                 |                                                               |
| Josef-Kohlschein-Straße 46 (Lage) | 20. Apr. 2023  | Hier wohnte Fritz Lichtenstein Jg. 1923 Deportiert 1941 Riga ermordet                                                                                                 | |          |                 |                                                               |
| Josef-Wirmer-Straße 4 (Lage)      | 20. Apr. 2023  | Hier wohnte Bernhard Eichholz Jg. 1892 Deportiert 1942 Ghetto Warschau ermordet                                                                                       | |          |                 |                                                               |
| Josef-Wirmer-Straße 4 (Lage)      | 20. Apr. 2023  | Hier wohnte Paula Eichholz geb. Heilbronn Jg. 1892 Deportiert 1942 Ghetto Warschau ermordet                                                                           | |          |                 |                                                               |
| Josef-Wirmer-Straße 4 (Lage)      | 20. Apr. 2023  | Hier wohnte Rosel Eichholz Jg. 1925 Deportiert 1942 Ghetto Warschau ermordet                                                                                          | |          |                 |                                                               |
| Josef-Wirmer-Straße 7 (Lage)      | 20. Apr. 2023  | Hier wohnte Louis Stamm Jg. 1882 gedemütigt / entrechtet tot 14. Jan. 1942                                                                                            | |          |                 |                                                               |
| Josef-Wirmer-Straße 7 (Lage)      | 20. Apr. 2023  | Hier wohnte Alwine Stamm geb. Loeb Jg. 1881 Deportiert 1942 Ghetto Warschau ermordet                                                                                  | |          |                 |                                                               |
| Josef-Wirmer-Straße 7 (Lage)      | 20. Apr. 2023  | Hier wohnte Edith Stamm Jg. 1921 Deportiert 1942 Ghetto Warschau ermordet                                                                                             | |          |                 |                                                               |
| Josef-Wirmer-Straße 7 (Lage)      | 20. Apr. 2023  | Hier wohnte Fanny Berg Jg. 1890 gedemütigt / entrechtet Flucht in den Tod 17. Jan. 1942                                                                               | |          |                 |                                                               |
| Kalandstraße 8 (Lage)             | 18. Okt. 2023  | Hier wohnte / arbeitete Pfarrer Wilhelm Kramer Jg. 1889 Im christlichen Widerstand Mehrere Gestapoverhöre 1941–1945 Paderborn Entlassen                               | Bild gesucht Der Benutzer GeorgDerReisende ( Diskussion ) wünscht sich an dieser Stelle ein Bild vom Ort mit diesen Koordinaten 51.4881824 9.1492215 . Motiv: Kalandstraße 8: der Stolperstein für Wilhelm Kramer, die Lage und das Haus Falls du dabei helfen möchtest, erklärt die Anleitung , wie das geht. BW                               |          | Wilhelm Kramer  |                                                               |
| Landfurt 45 (Lage)                | 20. Apr. 2023  | Hier wohnte Rosa Böhmer Jg. 1933 1937–1939 Fürsorgeheim Damianeum Deportiert 1943 Auschwitz-Birkenau ermordet 13.8.1943                                               | |          |                 |                                                               |
| Lange Straße 12 (Lage)            | März 2010      | Hier wohnte Isidor Katzenstein Jg. 1878 Deportiert 1942 Ermordet in Theresienstadt                                                                                    | der Stolperstein für Isidor Katzenstein vor dem Haus Lange Straße 12 in Warburg |          |                 |                                                               |
| Lange Straße 12 (Lage)            | März 2010      | Hier wohnte Recha Katzenstein geb. Halberstadt Jg. 1878 Deportiert 1942 Ermordet in Theresienstadt                                                                    | der Stolperstein für Recha Katzenstein vor dem Haus Lange Straße 12 in Warburg |          |                 |                                                               |
| Lange Straße 12 (Lage)            | März 2010      | Hier wohnte Helene Rose geb. Wallach Jg. 1889 Deportiert 1941 Ermordet in Riga                                                                                        | der Stolperstein für Helene Rose vor dem Haus Lange Straße 12 in Warburg |          |                 |                                                               |
| Lange Straße 12 (Lage)            | März 2010      | Hier wohnte Margot Rose Jg. 1922 Deportiert 1941 Ermordet in Theresienstadt                                                                                           | der Stolperstein für Margot Rose vor dem Haus Lange Straße 12 in Warburg |          |                 |                                                               |
| Lange Straße 12 (Lage)            | März 2010      | Hier wohnte Willy Rose Jg. 1889 Deportiert 1941 Ermordet in Riga | der Stolperstein für Willy Rose vor dem Haus Lange Straße 12 in Warburg |          |                 |                                                               |
| Lange Straße 12 (Lage)            | 20. Apr. 2023  | Hier wohnte Moritz Schaumberg Jg. 1869 Deportiert 1942 Theresienstadt ermordet 28.1.1943                                                                              | |          |                 |                                                               |
| Lange Straße 12 (Lage)            | 20. Apr. 2023  | Hier wohnte Rosa Schaumberg geb. Kaufmann Jg. 1877 Deportiert 1942 Theresienstadt ermordet 30.3.1943                                                                  | |          |                 |                                                               |
| Lange Straße 12 (Lage)            | 20. Apr. 2023  | Hier wohnte Ida Heilbronn Jg. 1901 Deportiert 1942 ermordet im besetzten Polen                                                                                        | |          |                 |                                                               |
| Marktstraße 13 (Lage)             | 16. März 2022  | Hier wohnte Julie Wittgenstein Jg. 1862 Flucht Holland Interniert Deportiert 1943 Sobibor Ermordet 9.4.1943                                                           | |          |                 |                                                               |
| Paderborner Tor 91 (Lage)         | 28. Feb. 2019  | Hier wohnte Siegfried Weinberg Jg. 1885 Deportiert 1941 Riga Ermordet                                                                                                 | |          |                 |                                                               |
| Paderborner Tor 91 (Lage)         | 28. Feb. 2019  | Hier wohnte Frieda Weinberg geb. Stern Jg. 1898 Deportiert 1941 Riga 1944 Stutthof Ermordet                                                                           | |          |                 |                                                               |
| Paderborner Tor 91 (Lage)         | 28. Feb. 2019  | Hier wohnte Salomon Julius Weinberg Jg. 1921 'Schutzhaft' 1938 Buchenwald Deportiert 1941 Riga Ermordet                                                               | |          |                 |                                                               |
| Paderborner Tor 91 (Lage)         | 28. Feb. 2019  | Hier wohnte Erich Weinberg Jg. 1923 Deportiert 1941 Riga Befreit | |          |                 |                                                               |
| Paderborner Tor 91 (Lage)         | 28. Feb. 2019  | Hier wohnte Metha Böhm Jg. 1885 Deportiert 1941 Riga Ermordet 16.12.1941                                                                                              | |          |                 |                                                               |
| Paderborner Tor 91 (Lage)         | 28. Feb. 2019  | Hier wohnte Bella Wolff Jg. 1885 Deportiert 1941 Riga Ermordet 16.12.1941                                                                                             | |          |                 |                                                               |
| Paderborner Tor 93 (Lage)         | 16. März 2022  | Hier praktizierte Dr. Paul Stern Jg. 1883 Berufsverbot Flucht 1939 Argentinien                                                                                        | |          |                 |                                                               |
| Paderborner Tor 93 (Lage)         | 16. März 2022  | Hier wohnte Hans Stern Jg. 1920 'Schutzhaft' 1938 Dachau Flucht Palästina                                                                                             | |          |                 |                                                               |
| Paderborner Tor 93 (Lage)         | 16. März 2022  | Hier wohnte Henny Stern geb. Walter Jg. 1884 Flucht 1939 Argentinien                                                                                                  | |          |                 |                                                               |
| Rotthof 6 (Lage)                  | 18. Okt. 2023  | Hier wohnte Robert Peters Jg. 1883 Im Widerstand / Zentrum Gestapohaft 20.8.1944 Paderborn Entlassen 3.11.1944                                                        | Bild gesucht Der Benutzer GeorgDerReisende ( Diskussion ) wünscht sich an dieser Stelle ein Bild vom Ort mit diesen Koordinaten 51.4883087 9.1452126 . Motiv: Rotthof 6: der Stolperstein für Robert Peters, die Lage und das Haus Falls du dabei helfen möchtest, erklärt die Anleitung , wie das geht. BW                                     |          | Robert Peters   |                                                               |
| Sternstraße 3 (Lage)              | 16. März 2022  | Hier wohnte Carl Löwy Jg. 1902 Schicksal unbekannt | |          |                 |                                                               |
| Sternstraße 3 (Lage)              | 16. März 2022  | Hier wohnte Johanna Löwy geb. May Jg. 1874 Flucht 1939 Brasilien | |          |                 |                                                               |
| Sternstraße 3 (Lage)              | 16. März 2022  | Hier wohnte Sofie Löwy verh. Maltenfort Jg. 1896 Flucht 1940 Brasilien                                                                                                | |          |                 |                                                               |
| Sternstraße 14 (Lage)             | 16. März 2022  | Hier wohnte Max Rosenthal Jg. 1856 Gedemütigt/Entrechtet Tot 7.5.1940                                                                                                 | |          |                 |                                                               |
| Sternstraße 14 (Lage)             | 16. März 2022  | Hier wohnte Minna Rosenthal geb Stein Jg. 1866 Deportiert 1942 Theresienstadt 1942 Treblinka Ermordet                                                                 | |          |                 |                                                               |
| Sternstraße 14 (Lage)             | 20. Apr. 2023  | Hier wohnte Rosalie Stern Jg. 1886 Deportiert 1942 Ghetto Warschau ermordet                                                                                           | |          |                 |                                                               |
| Sternstraße 39 (Lage)             | 16. März 2022  | Hier wohnte Adolf Goldschmidt Jg. 1861 'Schutzhaft' 1938 Buchenwald Flucht 1939 Holland Interniert Westerbork Deportiert 1944 Bergen-Belsen Ermordet 22.4.1944        | |          |                 |                                                               |
| Sternstraße 39 (Lage)             | 16. März 2022  | Hier wohnte Berta Goldschmidt geb. Cohn Jg. 1867 Verhaftet 1942 Bergen-Belsen Flucht 1944 Palästina                                                                   | |          |                 |                                                               |
| Unterstraße 23 (Lage)             | 20. Apr. 2023  | Hier wohnte Gustav Schaumberg Jg. 1875 Deportiert 1942 Theresienstadt ermordet 21.3.1945                                                                              | |          |                 |                                                               |
| Unterstraße 23 (Lage)             | 20. Apr. 2023  | Hier wohnte Johanna Schaumberg geb. Plaut Jg. 1879 Deportiert 1942 Theresienstadt ermordet 5.12.1942                                                                  | |          |                 |                                                               |
| Unterstraße 23 (Lage)             | 20. Apr. 2023  | Hier wohnte Lilli Freudenberg Jg. 1879 Deportiert 1942 Theresienstadt ermordet in Auschwitz                                                                           | |          |                 |                                                               |
| Unterstraße 98 (Lage)             | 16. März 2022  | Hier wohnte Albert Adler Jg. 1871 Deportiert 1942 Theresienstadt 1942 Treblinka Ermordet                                                                              | |          |                 |                                                               |
| Unterstraße 98 (Lage)             | 16. März 2022  | Hier wohnte Minna Adler geb. Schwarz Jg. 1885 Deportiert 1942 Theresienstadt 1942 Treblinka Ermordet                                                                  | |          |                 |                                                               |
| Unterstraße 98 (Lage)             | 20. Apr. 2023  | Hier wohnte Ella Steinkritzer Jg. 1897 Deportiert 1942 Tot aus Transport März 1942                                                                                    | |          |                 |                                                               |
| Unterstraße 98 (Lage)             | 20. Apr. 2023  | Hier wohnte Klaus Steinkritzer Jg. 1929 Deportiert 1942 Ghetto Warschau ermordet                                                                                      | |          |                 |                                                               |
| Unterstraße 98 (Lage)             | 20. Apr. 2023  | Hier wohnte Sophie Halle Jg. 1866 Deportiert 1942 Theresienstadt 1942 Treblinka ermordet                                                                              | |          |                 |                                                               |
| Unterstraße 98 (Lage)             | 20. Apr. 2023  | Hier wohnte Sara Ida Heilbronn geb. Appel Jg. 1865 Deportiert 1942 Theresienstadt ermordet 31.1.1944                                                                  | |          |                 |                                                               |